# مانو ريشي
مانو ريشي هو مؤلف وكاتب سيناريو وممثل هندي، ولد في 1971 بنيودلهي في الهند. من الجوائز التي نالها جوائز فيلم فير.

## أعمال

### أفلام
- (2010) فرصة رقص

## جوائز
- جوائز فيلم فير

## وصلات خارجية
- مانو ريشي على موقع IMDb (الإنجليزية)
- مانو ريشي على موقع ألو سيني (الفرنسية)